# Rubikon (2022)
Rubikon ist ein Science-Fiction- und Weltraumfilm von Magdalena Lauritsch, der am 16. September 2022 in die österreichischen Kinos kam.

## Handlung
Wir schreiben das Jahr 2056. Die Soldatin Hannah Wagner und die Wissenschaftler Gavin Abbott und Dimitri Krylow sind an Bord der Raumstation Rubikon und forschen an einem Algenprojekt, das die Menschheit dauerhaft mit Sauerstoff und Nahrung versorgen soll. Doch plötzlich verschwindet die Erde unter ihnen in einem braunen, mysteriösen Nebel und der Kontakt bricht ab. Sie stehen nun vor der Frage, ob sie in der autarken Raumstation bleiben oder zur Erde zurückzukehren sollen, um herauszufinden, was geschehen ist.

## Besetzung und Synchronisation
Die deutschsprachige Synchronisation übernahm die Wiener Blautöne Musikverlags GmbH. Dialogregie führten Dieter Witting und Detlev Eckstein.
| Rolle          | Darsteller          | Synchronsprecher    |
| -------------- | ------------------- | ------------------- |
| Danilo Krylow  | Konstantin Frolov   | Konstantin Frolov   |
| Dimitri Krylow | Mark Ivanir         | Juergen Maurer      |
| Gavin Abbott   | George Blagden      | Manuel Witting      |
| Hannah Wagner  | Julia Franz Richter | Julia Franz Richter |
| Little Knopf   | Jonas Gerzabek      | Xaver Burgstaller   |
| Philipp Jenson | Nicholas Monu       | Peter Scholz        |
| Tracy Sato     | Daniela Kong        | Daniela Kong        |
| Esther         | Stephanie Cannon    | Dörte Lyssewski     |
| Nibra          |                     | Pia Strauss         |

## Produktion
Regie führte Magdalena Lauritsch, die gemeinsam mit Jessica Lind auch das Drehbuch schrieb.
Der Film erhielt Produktionsförderungen in Höhe von 700.000 Euro vom Filmfonds Wien und von 655.000 Euro vom ORF Film-/Fernsehabkommen. Weitere Fördermittel kamen vom Österreichischen Filminstitut, von FISA Filmstandort Austria und von Cine Carinthia, der Filmförderung des Landes Kärnten.
Produziert wurde der Film von Loredana Rehekampff und Andreas Schmied (Samsara Filmproduktion) und Klaus Graf (Graf Film).
Die Aufnahmen entstanden von Anfang November bis Mitte Dezember 2020 an 29 Drehtagen in Wien in einem Filmstudio in der Haidequerstraße. Als Kameramänner fungierten Xiaosu Han und Andreas Thalhammer.
Die Filmmusik komponierten Wolf-Maximilian Liebich und Daniel Helmer. Das Soundtrack-Album mit insgesamt 24 Musikstücken wurde Anfang Oktober 2022 als Download veröffentlicht.
Die Visuellen Effekte VFX wurden vom Animationsstudio arx anima produziert.

## Veröffentlichung
Ein erster Trailer wurde im Juli 2021 vorgestellt. Gleichzeitig wurde das Projekt von Cannes Frontières eingeladen. Am 1. Juli 2022 sollte der Film in ausgewählte US-Kinos kommen und am gleichen Tag als Video-on-Demand veröffentlicht werden. Anfang Juli 2022 wurde der Film beim Internationalen Filmfestival Karlovy Vary gezeigt. Am 23. August 2022 eröffnete der Film das Filmfestival Kitzbühel. Der Kinostart in Österreich erfolgte am 16. September 2022. Ebenfalls im September 2022 wurde er beim Zurich Film Festival gezeigt und im Oktober 2022 beim Sitges Film Festival. Ende Oktober 2022 wurde er auch bei den Hofer Filmtagen vorgestellt. Im ORF wurde der Film am 18. Juli 2024 erstmals ausgestrahlt.

## Rezeption
Matthias Greuling lobte in der Wiener Zeitung die Bilder der Kameramänner Xiaosu Han und Andreas Thalhammer, die visuelle Umsetzung und die Ausstattung des Raumschiffs. Allerdings würde in Rubikon praktisch keinerlei Spannung aufgebaut.
Ähnlich urteilte Susanne Gottlieb in der Kleinen Zeitung, über die zwei Stunden Laufzeit passiere einfach zu wenig. Hervorragend gelungen seien hingegen die Special Effects und das Production Design von Johannes Mücke, der zuvor mit Roland Emmerich gearbeitet hatte.
Dominik Kamalzadeh dagegen befand auf DerStandard.at, dass die Suspense ohne große Verwicklungen aufrecht bleibe, da sich die Gruppensituation ständig neu justiert. Man müsse sich nur auf das gedrosselte Tempo des Films einlassen. Allerdings wirke nicht jede Wendung plausibel durchdacht, manchmal seien die Figuren nach einschneidenden Erfahrungen allzu schnell wiederhergestellt. Den dramatischen Überbau behalte Lauritsch aber mit originellen Setzungen bis zum Schluss gut im Griff.
heftfilme.com urteilte, dass der Film nicht in allen Aspekten überzeuge möge, aber zum Nachdenken anrege und wichtige Fragen über unsere Zukunft und die Rolle der Moral in extremen Situationen stelle.

## Auszeichnungen
Brussels International Fantastic Film Festival 2022
- Nominierung im Europäischen Wettbewerb[24]

Filmfestival Kitzbühel 2022
- Auszeichnung mit dem Produzentenpreis (Loredana Rehekampff und Livia Graf)[25]

Österreichischer Filmpreis 2023
- Nominierung als Beste weibliche Darstellerin (Julia Franz Richter)
- Nominierung für die Beste Musik (Wolf-Maximilian Liebich und Daniel Helmer)
- Auszeichnung für das Beste Szenenbild (Johannes Mücke)
- Auszeichnung für die Beste Tongestaltung (Bertram Knappitsch, Tong Zhang (Originalton), Rudolf Pototschnig (Sounddesign), Manuel Grandpierre, Andreas Frei (Mischung))
- Nominierung für die Beste Kamera (Xiaosu Han und Andreas Thalhammer)

Viennale 2022
- Auszeichnung mit dem Spezialpreis der Jury beim Wiener Filmpreis (Magdalena Lauritsch)

Zurich Film Festival 2022
- Nominierung im Fokus Wettbewerb[26]

## Belege
1. ↑   Freigabebescheinigung für Rubikon. Freiwillige Selbstkontrolle der Filmwirtschaft (PDF; Prüfnummer: 233952V).
2. ↑  Alterskennzeichnung für Rubikon. Jugendmedienkommission.
3. ↑  Astronauts watch a global catastrophe from space in first trailer for Cannes sci-fi showcase 'Rubikon'. In: syfy.com, 13. Juli 2021.
4. 1 2  Rubikon (2022). In: Deutsche Synchronkartei. Abgerufen am 18. Juli 2024.
5. ↑  Rubikon: ein Blick hinter die Kulissen. In: filmcommission.at. Abgerufen am 14. Juli 2021.
6. ↑  Rubikon. In: samsarafilm.at. Abgerufen am 30. September 2021.
7. ↑  Letzte Klappe für 'Rubikon'. In: graffilm.com, 18. Dezember 2020.
8. ↑  'Rubikon' Soundtrack Released. In: filmmusicreporter.com, 3. Oktober 2022.
9. ↑  Thorsten Schrader: Rubikon – Neuer Sci-Fi-Albtraum! Trailer: Die Erde macht letzten Atemzug. In: blairwitch.de, 12. Juli 2021.
10. ↑  Leo Barraclough: Sci-Fi Movie 'Rubikon', Selected for Cannes’ Frontières Showcase, Debuts Teaser. In: Variety, 12. Juli 2021.
11. ↑  https://www.vimooz.com/2022/05/25/rubikon-movie-trailer-magdalena-lauritsch/
12. ↑  Rubikon. In: kviff.com. Abgerufen am 17. Juni 2022.
13. ↑  Barbara Schuster: Startschuss für 10. Filmfestival Kitzbühel gefallen. In: Blickpunkt:Film, 24. August 2022.
14. ↑  https://www.graffilm.com/de/filme/65-rubikon.html
15. ↑  Rubikon. In: zff.com. Abgerufen am 10. September 2022.
16. ↑  Rubikon. In: sitgesfilmfestival.com. Abgerufen am 21. September 2022.
17. ↑  Rubikon. In: hofer-filmtage.com. Abgerufen am 26. Oktober 2022.
18. ↑  ORF-Premiere: Rubikon. In: ORF.at. Abgerufen am 29. Juni 2024.
19. ↑  ORF-kofinanzierte Science-Fiction aus Österreich: ORF-1-Premiere für „Rubikon“ am 18. Juli. In: ots.at. 16. Juli 2024, abgerufen am 18. Juli 2024.
20. ↑  Matthias Greuling: Ein Weltall für einen Script Doctor! In: Wiener Zeitung. 14. September 2022, abgerufen am 18. September 2022.
21. ↑  Susanne Gottlieb: "Rubikon": Im Weltall hört dich keiner grübeln. In: Kleine Zeitung. 14. September 2022, abgerufen am 18. September 2022.
22. ↑  Dominik Kamalzadeh: Weltallfilm "Rubikon": Klimawandel in der Raumstation. In: DerStandard.at. 18. September 2022, abgerufen am 19. September 2022.
23. ↑  Rubikon. In: heftfilme.com. Abgerufen am 6. März 2024.
24. ↑  Aurore Engelen: The Brussels International Fantastic Film Festival celebrates its 40th anniversary. In: cineuropa.org, 25. August 2022.
25. ↑  Jochen Müller: Filmfestival Kitzbühel zeichnet „Rubikon“-Produzentinnen aus. In: Blickpunkt:Film, 28. Juli 2022.
26. ↑  https://zff.com/de/programm/38/